# Hanns Sachs

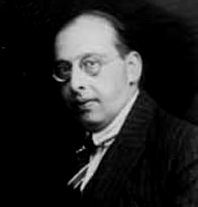
Hanns Sachs w 1922 roku

Hanns Sachs (ur. 10 stycznia 1881 w Wiedniu, zm. 10 stycznia 1947 w Bostonie) – austriacki psychoanalityk, prawnik, jeden z pierwszych współpracowników Freuda. Od 1912 razem z Ottonem Rankiem wydawał czasopismo "Imago – Zeitschrift für die Anwendung der Psychoanalyse auf die Geisteswissenschaften".
Wspólnie z Karlem Abrahamem był konsultantem filmu G. W. Pabsta Tajemnice duszy.
W 1932 emigrował do Stanów Zjednoczonych.

## Wybrane prace
- Rank, Sachs. Die Bedeutung der Psychoanalyse für die Geisteswissenschaften 1913
- Gemeinsame Tagträume. Berlin, Leipzig, Wien: Internationaler psychoanalytischer Verlag, 1924
- Bubi Caligula, 1930
- Zur Menschenkenntnis: Ein psychoanalytischer Wegweiser für den Umgang mit sich selbst und anderen, 1936
- The creative unconscious: Studies in the psychoanalysis of art. Cambridge, MA: Sci-Arts Publishers, 1942
- Freud: Master and Friend, 1944
- Masks of love and life: The philosophical basis of psychoanalysis. (A. A. Roback, Ed.) Cambridge, MA: Sci-Arts Publishers, 1948
- Psychoanalyse und Dichtung, W: B. Urban (Hrsg.): Psychoanalyse und Literaturwissenschaft, Tübingen 1973